# Asingerova reakce

Asingerova reakce ketonu

Asingerova reakce aldehydu

Asingerova reakce je vícesložková reakce sloužící k přípravě 3-thiazolinů a jiných podobných heterocyklů. Objevil ji Friedrich Asinger v roce 1956.

## Provedení
Nejprve reaguje α-halogenovaná karbonylová sloučenina s hydrogensulfidem sodným (NaSH) za vzniku thiolu. Thiol pak ihned reaguje s dalším karbonylem a s amoniakem, čímž se vytváří thiazolin. Reakci lze provést také s elementární sírou, α–substituovaným ketonem, další karbonylovou sloučeninou a amoniakem; v tomto případě vzniká směs produktů.
3-thiazoliny se také mohou tvořit reakcemi α-thioaldehydů či α-thioketonů s amoniakem.
Ve zjednodušené verzi Asingerovy reakce reaguje α-halogenovaná karbonylová sloučenina s hydrogensulfidem sodným za tvorby thiolu, který reaguje přímo s aldehydem nebo ketonem a amoniakem na 3-thiazolin.
Asingerova reakce je součástí průmyslové výroby několika léčiv, jako je D-penicilamin, a DL-cysteinu.

Asingerova reakce při výrobě penicilaminu